# Lex Luthor
Lex Luthor är en superskurk i DC Comics och Stålmannens ärkefiende. Figuren skapades av Jerry Siegel tillsammans med Joe Shuster och medverkade för första gången i Action Comics #23 (1940). I serien Stålmannen porträtteras han som flintskallig, genialisk och ond. Figuren beskrevs ursprungligen som en galen vetenskapsman, men framställs i senare porträtteringar som en korrupt mångmiljardär.
Lex Luthor blev år 2009 rankad som nummer 4 i IGN:s lista över de 100 bästa serietidningsskurkarna någonsin.

## Historik
I sina tidigaste framträdanden är Luthor en medelålders man med rött hår. Mindre än ett år senare gjorde dock tecknaren Leo Novak ett misstag genom att teckna honom som helt flintskallig. En teori är att Novak misstog Luthor för karaktären Ultra-Humanite, en tunnhårig äldre man som då var en vanlig motståndare till Stålmannen. En annan teori är att Luthors design förväxlades med en skallig hantlangare i Superman # 4 (1940). Luthors nästa framträdande skedde i Superman # 10 (1941), i vilken Novak tecknade honom betydligt större bl.a. med kraftigare käkar. Figurens plötsliga håravfall har därefter blivit kommenterat flera gånger under hans historia. När begreppet DC-multiverse började få fäste skrevs Luthors rödhåriga inkarnation om som Alexei Luthor, Luthors motsvarighet från Andra Jordens parallella universum. År 1960 ändrade författaren Jerry Siegel Luthors historia för att innefatta håravfallet.
I den ursprungliga berättelsen som skrevs i Adventure Comics # 271 (1960) framställs Lex Luthor som en tonåring och blivande vetenskapsman som är bosatt i Smallville, som också är hemstad till Stålpojken (Stålmannen som ung). Luthor räddar Stålpojkens liv då denne kommer i kontakt med kryptonit. Av tacksamhet bygger Stålpojken Luthor ett laboratorium, där han några veckor senare lyckas skapa en konstgjord livsform som Luthor älskar som sitt eget barn. I gengäld skapar Luthor ett motgift mot kryptonitförgiftning till Stålpojken. En brand bryter dock ut i Luthors labb. Stålpojken använder då sitt superandetag för att släcka lågorna, som oavsiktligt spiller kemikalier som orsakar Luthors hår att falla av. I processen förstörs även Luthors artificiella livsform. I tron att Stålpojken avsiktligt förstört hans livsverk och hårfäste har Luthor därefter svurit att ta hämnd på Stålpojken och använder alla medel för att försöka förgöra honom. Luthors hämnd kom först i form av storslagna byggprojekt i Smallville för att bevisa sin överlägsenhet över superhjälten. Men alla dessa går katastrofalt fel och Stålpojken måste ingripa. Detta fördjupar ytterligare Lex hat mot Stålpojken i tron att denne ville förödmjuka honom och för att han misslyckats med att mörda hjälten. Detta reviderade ursprung gör Luthors kamp med Stålmannen personlig och tyder på att om historien varit annorlunda kanske Luthor hade varit en ädlare människa.
I Crisis on Infinite Earths dödas Alexei Luthor av Brainiac, och raderas därefter ur historien med resten av DC-multiverse.

## Fiktiv biografi

### Den klassiska bakgrunden
Lex Luthor är i sitt ursprungliga framträdande ett vetenskapligt geni, vars huvudmål är att döda Stålmannen och förslava jorden som en del av planen att härska över universum. Stålmannen har nämnt att Luthor kunde ha varit till stor hjälp för det goda i världen, men valde att inrikta sin vetenskapliga briljans på brottslig aktivitet. Även om inga av hans försök att döda Stålmannen fungerar, lyckas Luthor alltid fly från fängelset för att hota världen igen.

### Den moderna bakgrunden
I modernare medier har Lex Luthor grundat det multinationella företaget LexCorp, med vilket han har blivit mångmiljardär och utövar stor kontroll över staden Metropolis. Den här versionen av Luthor är dessutom mycket listigare, mer manipulativ och korrupt än den föregående versionen. Även om han fortfarande hyser ett stort agg mot Stålmannen överlåter han helst jobbet att göra sig av med honom till andra, för att inte förstöra sitt anseende som en respektabel affärsman. Luthor är bland annat ansvarig för skapandet av de tre superskurkarna Parasite (indirekt), Bizarro (en defekt kopia av Stålmannen) och cyborgen Metallo.
Luthor växte upp i en fattig familj i en förfallen stadsdel av Metropolis och strävade efter att bli en högre stående man i samhället. Hans far brukade ofta slå modern. I sin tonår tog han ut en stor försäkring på sina föräldrar utan deras vetskap. Han saboterar bromsarna på deras bil och orsakar på så vis deras död. Luthor sattes därefter i ett fosterhem där han skulle vänta tills han blev myndig för att få försäkringspengarna. Luthor upptäckte snart att hans fosterföräldrar var ännu mer brutala än hans biologiska föräldrar och att de hade planer på att stjäla försäkringspengarna från Luthor. Strax efter att Luthor blev myndig förde han i hemlighet över pengarna till ett sparkonto med den uttalade instruktionen att bara han tillåts göra uttag. När hans fosterföräldrar hittade bankhandlingarna konfronterade Luthors fosterfar sin dotter Lena och krävde att hon skulle förföra Luthor (som hade blivit kär i Lena) och övertala honom att ge sina fosterföräldrar pengarna.
Lena, som hade känslor för Luthor, vägrade och blev således misshandlad till döds av sin far. Luthor befann sig vid samma tillfälle på en fotbollsmatch med sin vän Perry White. När Luthor kom hem blev han förtvivlad av att hitta Lena mördad av hennes far. Denna händelse skulle fungera som en vändpunkt för Lex Luthor, som lovat att göra vad som krävdes för att vinna makt och absolut kontroll över sin omgivning. Flera år senare, på samma dag som Luthors dotter föddes, anlitade Luthor sin kriminella fosterfar till att mörda borgmästaren i Metropolis. Efter mordet fullgjorts mötte Luthor sin fosterfar, som förväntade sig betalning, i en gränd och sköt honom till döds. Luthor kallade sin dotter för Lena.
Perry White var det första målet för Luthors vrede när han blev mäktig. Luthor beskyllde Perry för Lenas död och hämnades genom att förföra Perrys hustru. Han fick därefter ett barn med henne. Barnet, Jerry White, skulle senare lära sig om sin riktiga härkomst under den sena tonåren, innan han dödades av ett lokalt gatugäng som han förknippades med. Flera år senare försökte Luthor vid flera tillfällen i sitt förakt mot Perry, köpa äganderätten till tidningen Daily Planet och få den att gå i konkurs.
Det finns många berättelser och förklaringar till hur Luthor blev rik. Enligt vissa var han ett vetenskapligt geni som fick sin förmögenhet via sina uppfinningar, medan andra berättar att Luthor är en hänsynslös pamp. I serietidningar använde Luthor sina pengar och sitt intellekt för att skapa det multinationella företaget LexCorp som skulle komma att dominera staden Metropolis. Ett av hans tidigaste projekt var ett experimentellt flygplan och andra liknande högteknologiska projekt som skulle bli ett kännetecken för LexCorp.
Han vände sig så småningom till politik och blev USA:s president tack vare väljarnas missnöje för den tidigare administrationens misskötsel av Gotham City, samt hans egna till synes heroiska ansträngningar att återuppbygga staden. Staden blir sedan återställd under Luthors administration. Batman får dock reda på att Gothams tidigare kollaps hade orsakats av Luthor som en del av hans plan att minska populariteten för stadens tidigare administration. Med hjälp från Stålmannen lyckas Batman avsätta Lex Luthor från makten.

## Krafter och förmågor
Lex Luthor har de fysiska kapaciteterna och begränsningarna som en normal vuxen person och har inte några övermänskliga förmågor. Han besitter dock ett genialiskt intellekt. Under praktiskt taget hela hans publikationshistoria har han varit avbildad som den mest intelligenta människan i DC Comics och som en av de mest intelligenta varelserna från någon annan planet eller av någon annan art. I Justice League Unlimited fastställs det att han åtminstone har ett intellekt på tolfte nivån (vilket motsvarar ett IQ på minst 200). Han har till synes bemästrat varje känd form av vetenskap, inklusive rymdfart, hyperrymd, biokemi, robotik, datorer, syntetiska polymerer, kommunikation, mutation, transport, holografi, energiproduktion, spektralanalys och mer (inklusive tidsresande i många berättelser från Pre-Crisis). Undantaget den utomjordiska cyborgen känd som Brainiac ser han inte någon annan som jämlikt intelligent.
Under åren har Luthor skapat framgångsrika kryptonitvapen som varit kapabla att skada Stålmannen och andra kryptoner. Sedan Bronze Age har han även utnyttjat olika stridsdräkter i många berättelser. Han har även burit en kryptonitring på sin högra hand i berättelser från Post-Crisis, men övergav denna taktik efter en långvarig exponering av K-strålning som ledde till förlusten av hans hand och en förgiftning av hela hans kropp. Detta ledde till obotlig cancer och han tvingades transplantera sin egen hjärna till en klonad kropp för att överleva.
Under crossoveren Blackest Night bar han en orange kraftring (som representerade girighet) som skapades av Ganthet, en före detta medlem av Guardians of the Universe.

## I andra medier

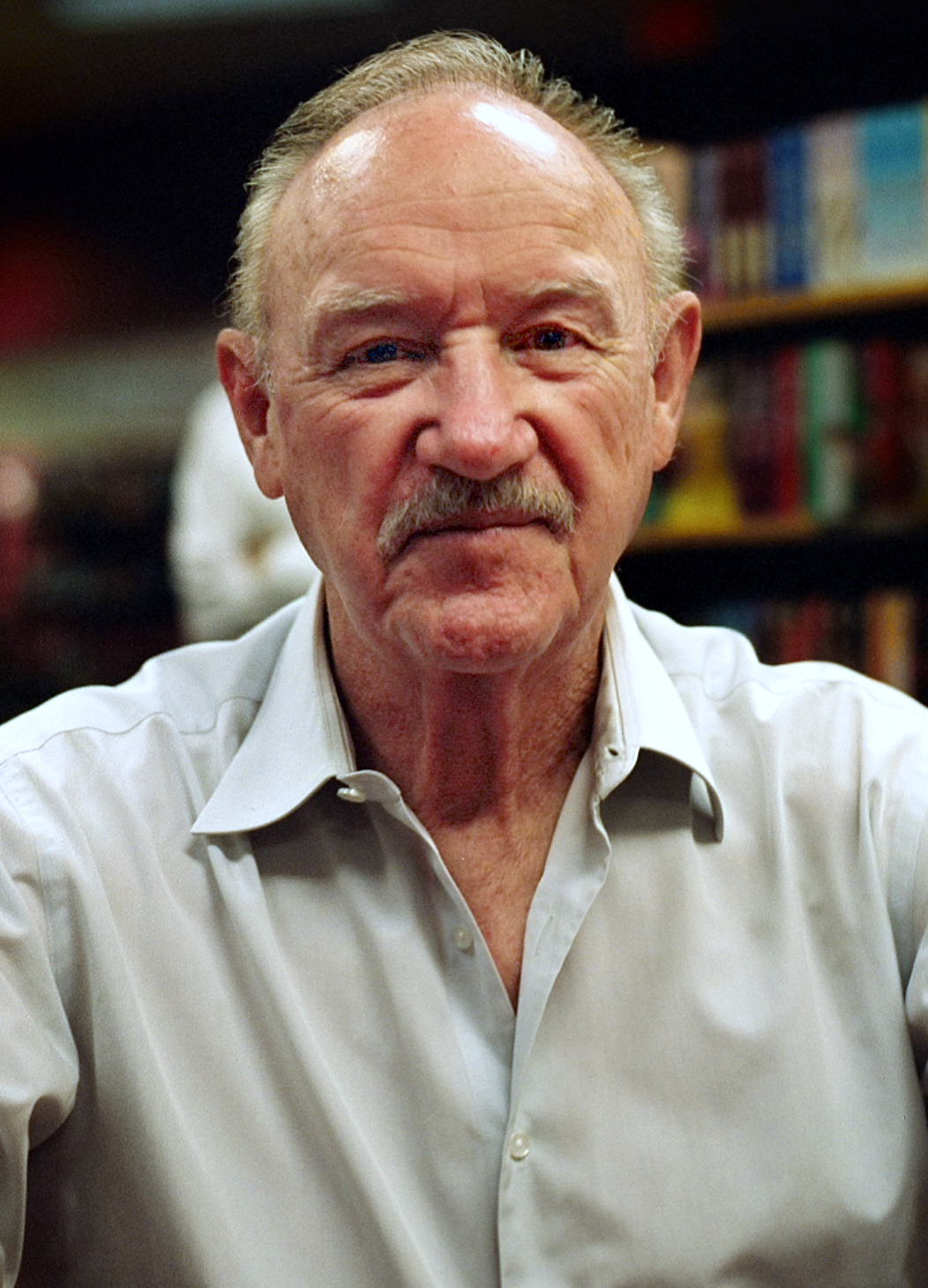
Gene Hackman spelade Lex Luthor i filmserien Superman (1978-1987).

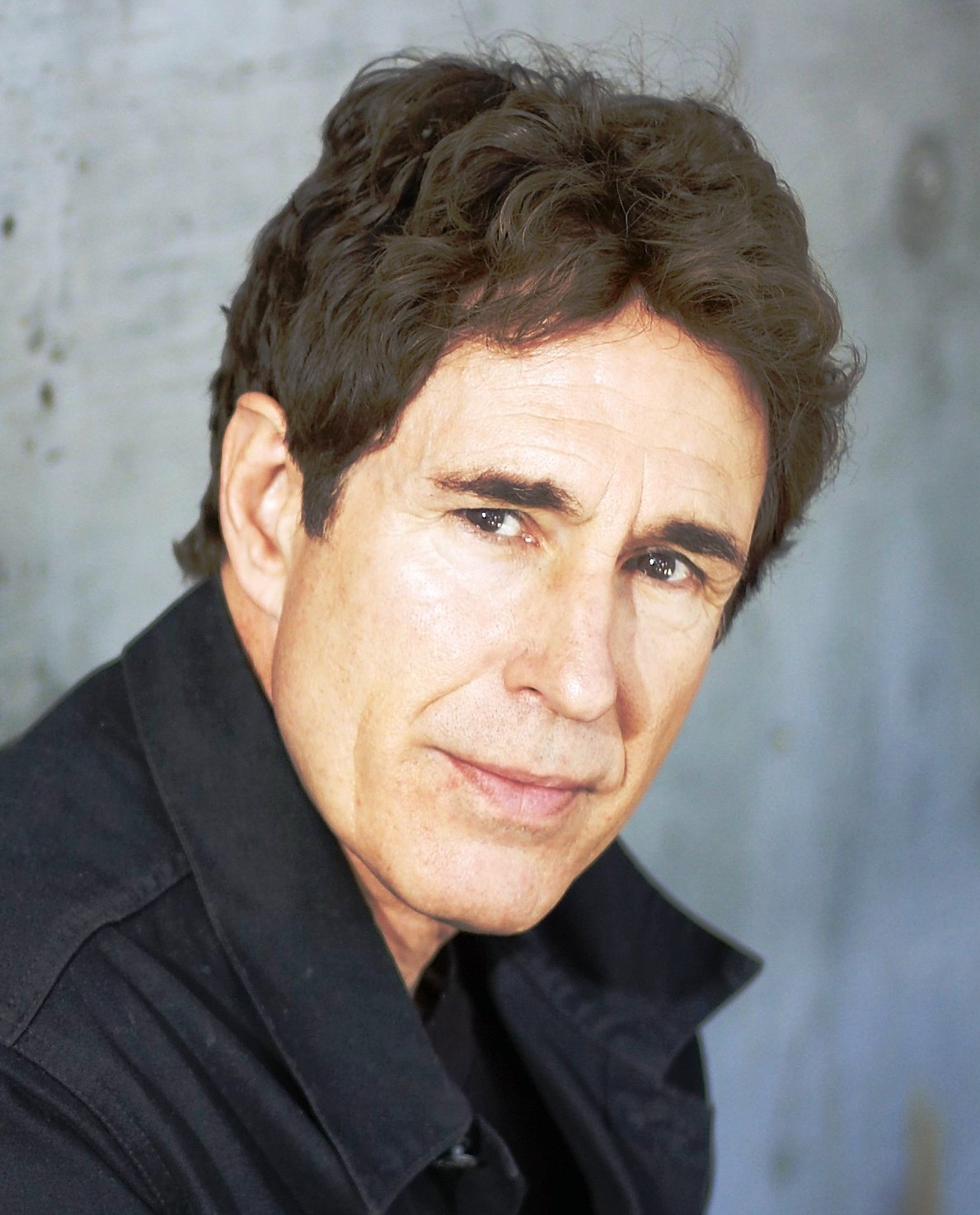
John Shea spelade Lex Luthor i Lois & Clark (1993-1997).

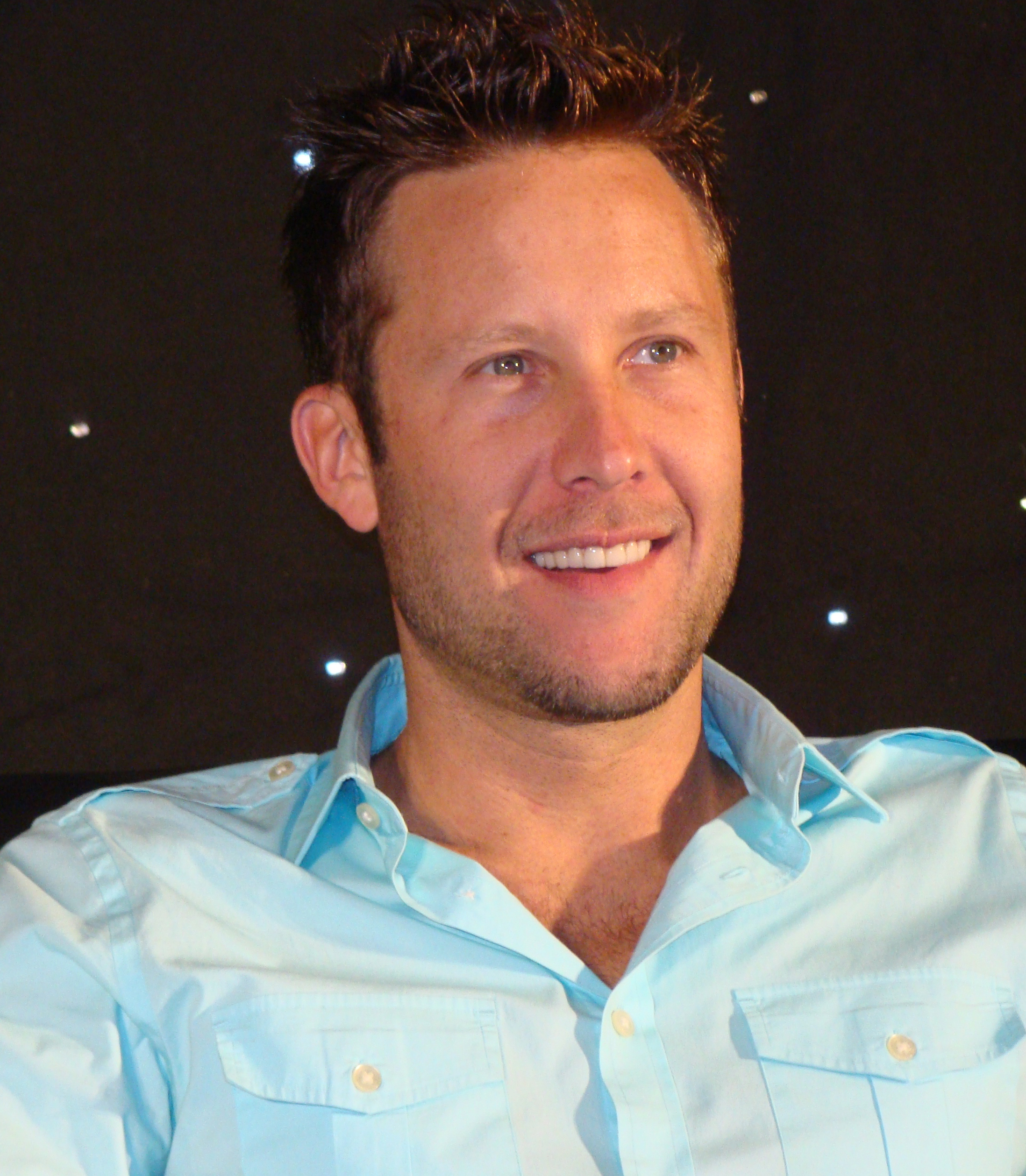
Michael Rosenbaum spelade Lex Luthor i Smallville (2001-2011).

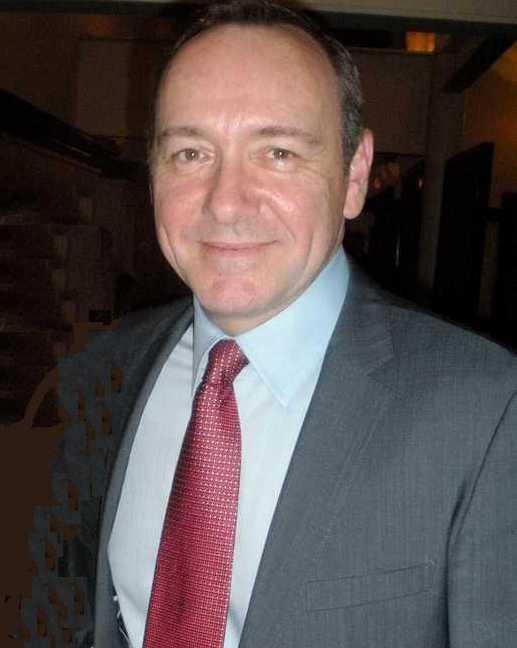
Kevin Spacey spelade Lex Luthor i Superman Returns (2006).

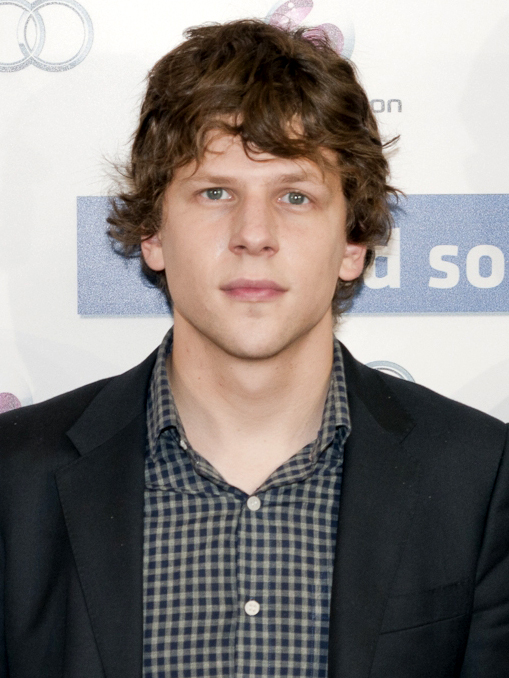
Jesse Eisenberg spelar Lex Luthor i Batman v Superman: Dawn of Justice (2016).

### Spelfilmer

#### Lyle Talbot
Lyle Talbot var den första personen att porträttera figuren i live-action, vilket skedde i filmserien Atom Man vs. Superman (1950).

#### Gene Hackman
I Superman - The Movie (1978) och två av dess uppföljare, Superman II (1980) och Superman IV: The Quest for Peace (1987), var det Gene Hackman som porträtterade Lex Luthor. Han är huvudskurken i den första filmen och är då helt motiverad av pengar, liksom viljan att lura till sig så stor förmögenhet som möjligt för att bevisa sitt intellekt. Han bär ett flertal olika peruker under filmen för att dölja sin skallighet. Han är också en av huvudskurkarna i filmen Superman II, tillsammans med general Zod och andra kryptonska brottslingar. Efter sin flykt från fängelset planerar Luthor och de andra skurkarna världsherravälde. I Superman IV: The Quest for Peace rymmer Luthor återigen från fängelset och är den här gången är han assisterad av sin brorson Lenny (spelad av Jon Cryer). Återigen allierar han sig med andra skurkar, den här gången med krigsprofitörer och vapenhandlare.

#### Scott James Wells & Sherman Howard
I TV-serien Superboy (1988-1992) dyker Luthor först upp som en rik, intrigerande högskolestudent, spelad av Scott James Wells. I slutet av den första säsongen råkar Stålpojken av misstag spilla ut en kemikalie över Luthor när han försöker rädda honom från en brand i Luthors laboratorium, vilket gör Luthor skallig. Luthor spelas senare i serien av Sherman Howard.

#### John Shea
I TV-serien Lois & Clark (1993-1997) gestaltas Lex Luthor av John Shea. I början av serien har Luthor nyligen blivit världens tredje rikaste person och i allmänhetens ögon tycks han vara en älskad humanitär, men Stålmannen vet sanningen. Under den första säsongen tillbringar Stålmannen mycket tid med att försöka bevisa att Luthor är korrupt, medan Luthor undersöker Stålmannen för att hitta hans svaghet. Vid slutet av säsongen lyckas han skaffa en sällsynt bit kryptonit. Han utarbetar sedan en fälla för Stålmannen som nästan dödar honom.

#### Michael Rosenbaum
I TV-serien Smallville (2001-2011) spelar Michael Rosenbaum en yngre version av Lex Luthor. Trots sin skallighet, vilket var orsaken till att han blev en dödlig fiende till Stålmannen, börjar inte den här versionen av Lex som en tvättäkta skurk. Serien tog även ett mer psykologiskt och realistiskt grepp på figuren i ett försök att expandera processen som gjorde honom till den mytiska superskurken i serietidningarna till fullo.

#### Kevin Spacey
I filmen Superman Returns (2006) spelas Luthor av Kevin Spacey. I filmen är han frisläppt från fängelset och är ute efter hämnd mot Stålmannen. Luthor finansierar sin brottsliga verksamhet genom att förföra en rik och äldre välgörare. Han planerar att använda kryptoniska kristaller för att bilda en ny kontinent utanför USA:s östkust. Processen förstör alla omgivande landmassor och dödar ett oräkneligt antal människor. Landmassan har också en försvagande effekt på Stålmannens krafter när han är i närheten, eftersom Luthor har försett den med kryptonit.

#### Jesse Eisenberg
I filmen Batman v Superman: Dawn of Justice, som hade premiär 2016, med Jesse Eisenberg i rollen som Lex Luthor.

### Endast röst

#### Ray Owens
Hans första framträdande i animerad form skedde i Filmations The New Adventures of Superman. Luthor dyker upp i tio avsnitt under seriens tre säsonger. Hans röst framställdes av Ray Owens.

#### Stanley Jones
Lex Luthor dyker upp i serien Super Friends, med röst av Stanley Jones. I Challenge of the Super Friends är han ledaren för skurkgruppen Legion of Doom. I episoden "Lex Luthor Strikes Back" i The World's Greatest Super Friends rymmer Lex från fängelset för att återigen utmana hjältarna. Han dyker även upp i några avsnitt av Super Friends: The Legendary Super Powers Show. I serien The Super Powers Team: Galactic Guardians dyker han upp i några avsnitt som The Seeds of Doom.

#### Michael Bell
I den kortvariga TV-serien av Ruby-Spears Enterprises. Han framställs här som en ond affärsman för första gången i animerad media och bär en kryptonitring. Hans röst framställdes av Michael Bell.

#### Clancy Brown
Lex Luthor är en återkommande figur i DC animated universe, med röst av Clancy Brown. I samtliga av dessa serier var det Mikael Roupé som läste hans svenska röst. I TV-serien Stålmannen dyker Luthor upp som en korrupt affärsman. Hans roll i serien är ungefär densamma som James Bonds ärkefiende Ernst Stavro Blofeld. Hans hat och avund mot Stålmannen leder till att han tillfälligt allierar sig med skurkar som Bizarro, Metallo, Brainiac och Jokern. På grund av brist på bevis hamnar han dock aldrig i fängelset under seriens gång. I Justice League är Luthors roll vid seriens start ungefär likartad med rollen i den föregående serien. Hans brottsliga verksamhet avslöjas dock så småningom och han tappar sitt anseende som en repektabel affärsman. Han blir därigenom en skurk på heltid. Han bildar bland annat superskurkgruppen Injustice Gang i ett försök att förgöra Stålmannen och Justice League. Hans skurkaktiga karriär fortsätter i Justice League Unlimited, där han leder en mer omfattande superskurkgrupp känd som "Secret Society". Under en period ger han även sken av att vara reformerad för att kunna ställa upp i kandidaturen om att bli USA:s president.
Brown repriserar sin roll som Lex Luthor i TV-serien The Batman, samt i TV-spelet Lego Batman 2: DC Super Heroes.

#### Kevin Michael Richardson
Kevin Michael Richardson gör rösten till en något mer överviktig Lex Luthor i den parodiartade TV-serien Batman: The Brave and the Bold. Den här versionen återgår till den klassiska eran då Lex Luthor porträtterades som en "galen vetenskapsman" istället för en korrupt mångmiljardär.